# Vagotonismo
El vagotonismo es un estado fisiológico de predominio relativo de la actividad nerviosa autónoma parasimpática sobre la simpática. Como tal, el vagotonismo o vagotonía no representa un estado patológico del cuerpo, sino un estado fisiológico que se encuentra de manera normal en niños y en muchos adolescentes y adultos sanos. El término se refiere a la actividad parasimpática del nervio vago, que provee de inervación parasimpática al cuerpo desde los órganos torácicos hasta el colon transverso.
Las emociones controlan al corazón por dos sistemas, el simpático que lo acelera y hace que se contraiga con más fuerza en caso de ira, amor, o noticias súbitas de alguna desgracia; y el parasimpático, que se estimula con la calma, el descanso y la inducción al sueño. El nervio vago, es uno de los principales nervios que actúa parasimpáticamente. Su acción disminuye la frecuencia cardíaca, y cuando el corazón late más lentamente se habla de vagotonismo. (Normalmente la frecuencia del corazón es de 60 a 100 latidos por minuto, si se tiene menos de 60 es vagotonismo).
- Datos: Q1125254